# Dios Padre misericordioso (título cardenalicio)
Dios Padre misericordioso es un título cardenalicio diaconal de la Iglesia Católica. Fue instituido por el papa Juan Pablo II en 2001.

## Titulares
- Crescenzio Sepe (21 de febrero de 2001 - 20 de mayo de 2006; título pro hac vice desde el 20 de mayo de 2006)